# Ambercon
Ambercon A/S er en dansk producent af byggeelementer i primært beton, men også i træ, stål og tegl. Virksomheden er lokaliseret i Støvring, hvor den blev etableret af Jørgen Enggaard i 1983, dengang havde den navnet R.E. Beton. Ambercon-navnet blev indfaset i 2008. Siden 2017 er Ambercon ejet af Torben Enggaard. Ambercon har ca. 200 ansatte og omsætter for 350 mio. kr.